# ديفيد ن. هندرسون
ديفيد ن. هندرسون هو قاضي ومحامي وسياسي أمريكي، ولد في 16 أبريل 1921 في Hubert, North Carolina ‏ في الولايات المتحدة، وتوفي في 13 يناير 2004 في ويلمينغتون في الولايات المتحدة. نشط حزبياً في الحزب الديمقراطي. وقد انتخب عضو مجلس النواب الأمريكي ‏.